# 米尔地区舍瑙
米尔地区舍瑙是奥地利上奥地利州弗赖施塔特县的一个市镇。总面积38.5平方公里，总人口1872人，人口密度48.6人/平方公里（2005年）。